# Gilançay (vattendrag)
Gilançay (azerbajdzjanska: Gilan-çay) är ett vattendrag i Azerbajdzjan.   Det ligger i distriktet Nachitjevan, i den sydvästra delen av landet, 400 km väster om huvudstaden Baku.
Trakten runt Gilançay består i huvudsak av gräsmarker. Runt Gilançay är det ganska tätbefolkat, med 80 invånare per kvadratkilometer.